# James Dean Bradfield
James Dean Bradfield (21 de febrero de 1969) es el cantante y guitarrista de la banda galesa de rock Manic Street Preachers.

## Biografía

### Primeros años
Nació en Pontypool, Monmouthshire, Bradfield asistió a la escuela local Oakdale Integral de cerca de Blackwood, donde sufrió años de la crueldad y la intimidación (que afirma que fue "un Woody Allen al estilo poco nerd") por su nombre (apodo Crossfire), ojo vago, musical tamaño pequeño y se inclinó. James formó una relación bastante exclusiva con tres amigos: su primo Sean Moore, que vivía con James y su familia durante su infancia después del divorcio de sus propios padres ", y el futuro compañeros de banda Nicky Wire (nombre real Nicholas Jones) y Richey James Edwards.

### En solitario
A finales de abril de 2006, una pista de solo Bradfield debut como solista titulado "That's No Way To Tell A Lie" se estrenó en el programa de Janice Long en Radio 2. Se convirtió en el primer sencillo del álbum y fue lanzado el 10 de julio, mientras que el álbum, titulado "The Great Western", fue lanzado el 24 de julio. El sencillo debutó en el # 18 en las listas del Reino Unido, mientras que solo el álbum debutó en el # 22 en las listas de ventas. Las posiciones fueron considerados un éxito relativo, considerando la falta de promoción.
En apoyo del álbum, Bradfield jugó una serie de conciertos en solitario en mayo de 2006 en Mánchester, Glasgow, Birmingham y Londres. El setlist consistió en canciones de "The Great Western", así como varias pistas de Manics incluyendo "This Is Yesterday" y "Ocean Spray". Él también ha jugado un día más en Londres ULU en junio de 2006, con un repertorio similar al de los conciertos de otros. Bradfield también actuó en el Festival de 2006 V a finales de agosto. Se embarcó en su primera gira completa del Reino Unido - que consta de 15 fechas - en octubre. Un segundo sencillo, 'El Caballero Inglés "se levantó de "The Great Western" antes de la gira y entró en las listas del Reino Unido en el # 31 el 1 de octubre de 2006.
El 2 de julio de 2020, James Dean Bradfield anuncia el lanzamiento el 14 de agosto de su segundo álbum en solitario "Even In Exile", una colección de  canciones que explora la vida y la muerte del poeta, cantautor y activista chileno Víctor Jara. El primer sencillo del álbum, "The boy from the plantation" debuta en el programa de Steve Lamacq en la BBC Radio 6 y desde entonces está disponible en distintas plataformas, al igual que los temas "There'll Come A War" y "Seeking The Room With the Three Windows". El álbum ha sido grabado y producido por Bradfield con letras del poeta galés y hermano mayor de Nicky Wire, Patrick Jones.

### Familia
Vive en Chiswick, Londres, pero también tiene una casa en el área de los muelles de Cardiff. A pesar de haber dicho "siempre me aburro de la compañía de mujeres muy rápido", se casó con Mylène Halsall en una ceremonia secreta en Florencia, Italia el 11 de julio de 2004. Él es fan de Cardiff Blues y de Nottingham Forest.

## Discografía en solitario
- "The great western" (2006)
- "Even in exile" (2020)

- Datos: Q1680270
- Multimedia: James Dean Bradfield / Q1680270